# Donji Babin Potok
Donji Babin Potok is een plaats in de gemeente Vrhovine in de Kroatische provincie Lika-Senj. De plaats telt 101 inwoners (2001).